# Семеряк, Евгений Степанович
Евгений Степанович Семеряк (латыш. Jevgeņijs Semerjaks; род. 9 мая 1961, Инта, Коми АССР) — советский и латвийский хоккеист, нападающий.

## Биография
Воспитанник «Шахтёра» Инта. В 1978—1980 годах был в составе «Динамо» Минск, играл за молодёжную команду «Юность». 10 сезонов (1981/82 — 1990/91) отыграл за рижское «Динамо», серебряный призёр чемпионата 1987/88. Выступал за польские клубы «Подгале» (1991/92) и «Напшуд Янув» (1994/95), немецкий «Равенсбург» (1992—1994, 1998/99). Игрок и тренер испанской «Барселоны». Становился чемпионом Испании с клубом, остался там жить.
Участник чемпионата мира 1993 в группе «C», чемпионата мира 1995 в группе «B» в составе сборной Латвии.